# مشاهد من الحياة
مشاهد من الحياة مجموعة قصصية هي التجربة الآولى للكاتب شريف خيرى، صدرت عن دار روعة للنشر والوزيع لعام 2013.

## عن الكاتب
شريف خيرى كاتب وصحفى ومدير تدريب تنمية بشرية وله مجموعة من المقالات التي تنشرها في مجموعة من الصحف الإلكترونية.

## المجموعة القصصية
الكتاب مجموعة قصصية تضم إحدى عشر قصة قصيرة، الجديد في هذة المجموعة القصصية والتي يتضح من اختيار أسمها «مشاهد من الحياة» أن كل قصة من القصص ماهى إلا مشهد واحد يحدث وينتهى في نفس الوقت، أما بقية الأحداث فيتعرف القارئ عليها من خلال الفلاش باك وهي الذكريات التي تمر على خاطر بطل كل قصة.
عندما تقرأ المجموعة القصصية لابد وأن تجد فيها نفسك أو أحد أصدقاءك أو أقاربك
المجموعة القصصية تدور في فلك الأحداث الرومانسية فمشهد داليا مع زوجها وعتابها الشديد له على إهماله لمشاعرها وأحاسيسها لا يمكن أن تنساه، فالحوار الهامس ورهافه الحديث والمشاعر قد تزيد من تأنيب ضمير من يهمل زوجته، وقد تزيد ألم كل زوجه أو حبيبه تنتظر من حبيبها الكثير، وكذلك سلمى التي أحبت هشام وأحبها ما يزيد عن العشر سنوات دون أن يتحدث مرة واحدة إليها وأخيراً قرر أن يقتل تردده ويتحدث إليها معلناً عن حبه لها، فلا تستطيع أن تتذكر بوقفه هذا إلا الأشياء التي ضاعت من حياتك بسبب خوفك وعدم قدرتك على المواجهة، أما جميلة وقصتها مع وليد فتظهر لقارئها كم من وهم عشته في حياتك وأنت تتخيل أنك مازلت باقى على حب قديم مر في حياتك وعندما يعود إليك تكتشف أنك ما أنتظرت إلا السراب.
وهكذا تنقلك كل قصة من القصص من مشهد إلى مشهد، ومن حاله إلى حاله، وما يزيد من واقعية القصص هو اعتراف الكاتب بأن كل القصص أو معظمها هي قصص لأبطال حقيقيين مروا بتلك المواقف.